# Géraldine (chanson)
Pour les articles homonymes, voir Géraldine.
Pistes de Justice avec des saucisses
Tchou tchou tchiguidiguidik Oh putain non !
Pistes de Les Wriggles partent en live
C'est comme ça Jeune cool fun
Pistes de Le Best Of
Poupine et Thierry Plouf
Géraldine est une chanson du groupe Les Wriggles. Onzième titre de l'album Justice avec des saucisses et comptant dans la compilation Le Best Of, elle apparait également dans le DVD du groupe Les Wriggles à la Cigale. Une version live de la chanson est le onzième titre de l'album Les Wriggles partent en live.

## Distribution

### 2002-2006
- Guitare : Antoine Réjasse
- Voix : Christophe Gendreau, Stéphane Gourdon, Antoine Réjasse, Frédéric Volovitch et Franck Zerbib

### Depuis 2007
- Guitare : Frédéric Volovitch
- Voix : Christophe Gendreau, Stéphane Gourdon et Frédéric Volovitch

## Rôles

### 2002-2006
- Les narrateurs : Christophe Gendreau, Stéphane Gourdon, Antoine Réjasse, Frédéric Volovitch et Franck Zerbib
- Géraldine : Frédéric Volovitch
- Le monstre dans la poubelle : Stéphane Gourdon
- La mère :  Stéphane Gourdon
- L'amant : Christophe Gendreau

### Depuis 2007
- Les narrateurs : Christophe Gendreau, Stéphane Gourdon  et Frédéric Volovitch
- Géraldine : Christophe Gendreau
- Le monstre dans la poubelle : Stéphane Gourdon
- La mère : Stéphane Gourdon
- L'amant : Frédéric Volovitch